# Hazel Green (Wisconsin)
Hazel Green é uma vila localizada no estado norte-americano de Wisconsin, no Condado de Grant e Condado de Lafayette.

## Demografia
Segundo o censo norte-americano de 2000, a sua população era de 1183 habitantes.
Em 2006, foi estimada uma população de 1139, um decréscimo de 44 (-3.7%).

## Geografia
De acordo com o United States Census Bureau tem uma área de
3,3 km², dos quais 3,3 km² cobertos por terra e 0,0 km² cobertos por água.

## Localidades na vizinhança
O diagrama seguinte representa as localidades num raio de 16 km ao redor de Hazel Green.